# Коимбра де Абреу, Марку Паулу
Марку Паулу Коимбра де Абреу (порт. Marco Paulo Coimbra de Abreu; род. 8 декабря 1974, Лубанго) — ангольский футболист, выступавший на позиции защитника за сборную Анголы и целый ряд клубов.

## Клубная карьера
Абреу родился в городе Лубанго (провинция Уила) в семье белых африканцев. В двухлетнем возрасте вместе с семьёй уехал в Португалию, где и начал заниматься футболом. Первым взрослым клубом Абреу был «Академику ди Визеу», в состав которого он присоединился в 1994 году. Сыграл за клуб из Визеу следующие четыре сезона своей игровой карьеры. Большинство времени проведённого в составе «Академику ди Визеу», был основным игроком защиты команды. В 1998 году перешёл в клуб «Униан Мадейра», после чего по контракту отправился в клуб «Трофенсе». По завершении срока действия контракта, вернулся в «Униан Мадейра». В 2000 году в течение непродолжительного периода выступал в клубе «Варзин». В следующем году перешёл в клуб «Спортинг», цвета которого защищал на протяжении двух лет. В 2003 году перешёл в «Оваренсе», где выступал в течение года С января 2005 года играл за клуб «Ольяненсе», а сезон 2005/06 провёл в «Портимоненсе».
В 2007 году заключил контракт с клубом «Эшпинью», в составе которого провёл следующие три года своей карьеры игроком основного состава.
Завершил профессиональную игровую карьеру в клубе «Аванка», за команду которого выступал в течение 2010—2012 годов.

## Карьера в сборной
В 2006 году дебютировал в официальных матчах в составе национальной сборной Анголы. В мае 2006 года был приглашён главным тренером ангольской сборной Луисом Оливейрой Гонсалвешем для участия в чемпионате мира 2006 года в Германии. Абреу должен был заменить травмированного Ямба Аша, однако на этом турнире он на поле не вышел. Также в составе сборной был участником Кубка африканских наций 2006 года в Египте. В течение своей карьеры в сборной Анголы, длившаяся всего 1 год, провёл 3 матча.